# غوردون كلينتون
غوردون ستانلي كلينتون (بالإنجليزية: Gordon Stanley Clinton)‏ هو سياسي أمريكي، ولد في 13 أبريل 1920 في مدسين هات في كندا، وتوفي في 19 نوفمبر 2011. نشط حزبياً في الحزب الجمهوري. وقد انتخب عمدة سياتل (1956 – 1964).